# Padaiveedu
Padaiveedu is een panchayatdorp in het district Namakkal van de Indiase staat Tamil Nadu. 

## Demografie
Volgens de Indiase volkstelling van 2001 wonen er 10.031 mensen in Padaiveedu, waarvan 53% mannelijk en 47% vrouwelijk is. De plaats heeft een alfabetiseringsgraad van 55%. 